# Savantvadi

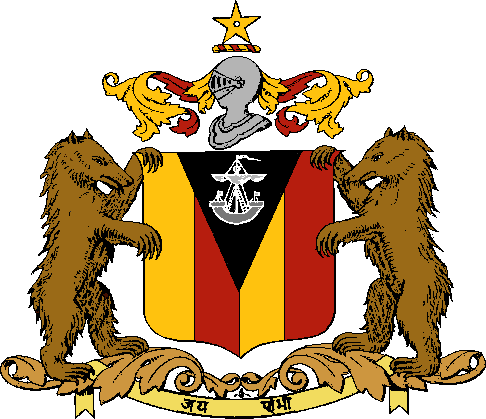
Escut de Savantvadi

Savantvadi (o Sawantwari, també Wadi o Wari) fou un estat tributari protegit a la presidència de Bombai, limitat al nord i oest pel districte de Ratnagiri, a l'est pels Ghats Occidentals i al sud pel territori portuguès de Goa. La superfície era de 2.396 km². El país tenia algunes muntanyes fortificades les principals de les quals eren Manohar i Mansantosh, i els rius principals eren el Karli al nord i el Terekhol al sud. La capital era Savantvadi (ciutat).

## Població
La població era:
- 1891: 190.814
- 1881: 174.433
- 1891: 192.948
- 1901: 217.732
- 1931: 250.589

L'estat tenia una ciutat, Vadi, i 266 pobles. Els hindús eren el 94% amb 5,634 musulmans i 5.400 cristians. Les castes principals eren els bramans (subcastes karhade, kudaldeskar i shenvi), bhandaris, marathes, vanis i mahars. La llengua vernacular era el konkani, dialecte del marathi. El 74% vivia de l'agricultura.

## Administració
Estava dividit en tres subdivisions:
- Vadi
- Banda
- Kudal.

El comissionat de la Divisió Central de la presidència de Bombai era ex officio agent a Savantvadi.

## Exèrcit i policia
El 1904 mantenia un cos militar de 327 homes manats per un oficial europeu, però estava ja previst la reducció a 250 homes.
La policia eren 137 homes dels quals 126 eren permanents i la resta irregulars.

## Història
Algunes inscripcions proven que els chalukyes van governar a la zona vers els segles vi a viii. Al segle x governaven els yadaves i al segle XIII tornaven a governar els chalukyes. Al final del segle xiv ja estava en mans de Vijayanagar i governada per un oficial del raja però vers la meitat del segle següent va passar a mans dels bahmànides. El sultanat bahmànida es va fracturar en quatre entre els quals el sultanat de Bijapur, dins del qual va quedar Savantvadi al final del segle XV i començament del XVI. El 1554 es va revoltar Mang Savant de la família local dels Bhonsle o Bhonsla i van fixar el seu quarter general a Hodowra, un petit poblet a uns 15 km al nord de Vadi; les tropes enviades contra ells foren derrotades i Mang Savant va conservar la independència mentre va viure, però a la seva mort els successors es van reconèixer feudataris de Bijapur.
Sota Khem Savant Bhonsle I (1627-1640) es va recuperar la independència. El va succeir el seu fill Som Savant, que només va governar 18 mesos, i el va succeir el seu germà Lakham Savant. Amb l'ascens de Sivaji, Lakham Savant es va declarar el seu vassall (1650) i fou confirmat com a Sar Desai de tot el sud de Konkan. Va morir el 1665 i el va succeir el seu germà Phond Savant, que va regnar deu anys i el va succeir el seu fill Khem Savant II. Aquest cap va ajudar els mogols en la seva lluita contra Sivaji i va fer incursions a través de la frontera, afegint territoris al seu domini; més tard va donar suport al net de Sivaji, Shahu, en la seva lluita contra el raja de Kolhapur, i fou confirmat per Shahu en els dominis adquirits. Fou aquest sobirà el que va fundar Vadi o Savantvadi (ciutat) com a capital el 1692. El seu successor Phond Savant II (1709-1738) va tenir els primers contactes amb els britànics i es va signar un acord contra el cap maratha pirata Kanhoji Angria de Kolaba.
Khem Savant Bhonsle III (1755-1803) conegut com el Gran, es va casar el 1763 amb una filla d'un raja dels Sindhia i va rebre de l'emperador de Delhi el títol de Raja Bahadur. El raja de Kolhapur, que també volia aquest títol, va atacar el principat baixant fins a Vadi, i va conquerir diverses fortaleses, però finalment sota la influència de Manaji Rao Scindia li foren restituïdes. El seu regnat fou de fet una llarga lluita contra Kolhapur, contra el peshwa, contra els portuguesos i contra els britànics, no sols a terra sinó també a la mar. Va morir sense fills el 1803 i la successió no es va decidir fins al 1805 quan la vídua Lakhsmi Bai va adoptar a un infant, Ramchandra Savant, àlies Bhau Sahib, el qual només va viure tres anys, i fou estrangulat mentre dormia (1807). Un altre menor, Phond Savant, fou designat al seu lloc. Durant aquestos anys de desordre els ports estaven plens de pirates i el comerç britànic es va veure seriosament afectat. El 1812 Phon Savant fou forçat pels britànics a entrar en un tractat pel qual cedia el port de Vengurla als britànics i s'obligava a donar a aquestos alguns vaixells de guerra.
Phon Savan III va morir molt poc després i el va succeir el jove (8 anys) Khem Savant IV. Va arribar a la majoria el 1828 va demostrar que no estava capacitat per dirigir els afers i després de diverses revoltes i agitació, el 1838 va acceptar transferir l'administració als britànics conservant el títol i honors. Van seguir dues revoltes contra els britànics el 1839 i 1844 però les dues foren sufocades fàcilment i en endavant el país va restar tranquil. El 1861 el sobirà fou restablert però es va haver de comprometre a pagar el cost de sufocar la darrera rebel·lió, de pagar un nazarana o dret de successió equivalent a un any de renda, a protegir els seus súbdits i a pagar les despeses d'un resident britànic. El sobirà tenia el títol de Sar Desai i salutació de 9 canonades. Per haver restat fidel el 1857-1858 va rebre un sanad autoritzant l'adopció.

## Bandera
La Bhagwa Zenda o drap safrà tradicional dels marathes, era la bandera de l'estat. La bandera era rectangular forcada de color safrà.

## Llista de rages (Sar Desai)
- Khem Savant Bhonsle I 1627-1640
- Som Savant Bhonsle 1640-1641
- Lakhman Savant Bhonsle 1641-1665
- Phond Savant Bhonsle I 1665-1675
- Khem Savant Bhonsle II 1675 – 1709
- Phond Savant Bhonsle II 1709 - 1738
- Ramachandra Savant Bhonsle I 1738 - 1755
- Khem Savant Bhonsle III 1755 – 1803 
  - Soubhagyavati Janaki Bai, reina regent 1755 – 1763
- Interregne 1803-1805
  - Rani Lakshmi Bai, reina Regent 1803-1805
- Ramachandra Savant Bhonsle II "Bhav Sahib" 1805 - 1807
- Phond Savant Bhonsle III 1807 – 1812
  - Rani Lakshmi Bai, reina corregent 1807 – 1808 (segona vegada)
  - Rani Durga Bai, reina corregent 1807 – 1808
- Khem Savant Bhonsle IV "Bapu Sahib" 1812 - 1867 
  - Rani Durga Bai, reina regent 1812-1819 (segona vegada)
  - Rani Savitri Bai, reina corregent 1819 – 1822
  - Rani Nurmuda Bai reina corregent 1819 – 1822
- Phond Savant Bhonsle IV "Bapu Sahib" 1867 - 1869
- Raghunath Savant Bhonsle "Baha Sabib" 1869 - 1899
- Ram Savant "Aba Sahib" 1899 - 1913
- Khem Savant V "Bapu Sahib" 1913 - 1937 
  - Rani Gajara Bai, reina regent 1913 - 1924
- Shivram Savant 1937 - 1948 
  - Rani Parvati Bai "Lakshmi Devi", reina regent 1937 – 1948